# Kinostar
Die Kinostar Filmverleih GmbH ist ein deutscher Independent-Filmverleih, der europaweit tätig ist. Unternehmenssitz ist Stuttgart. Neben dem Verleih betreibt Kinostar unter der Kinostar Theater GmbH zudem auch eigene Kinos in Baden-Württemberg.

## Geschichte
Das Unternehmen wurde 1996 als Kinostar Theater GmbH von den Brüdern Matthias und Michael Roesch in Heilbronn gegründet. Beschränkte sich das Geschäft anfangs nur rein auf die Filmdisposition, erwarb die noch junge Firma schon 1997 ihr erstes Kino in Neckarsulm, zu welchem sich im Laufe der Zeit immer weitere Standorte anschlossen. Zu Beginn des neuen Jahrtausends entschloss man sich, den Firmensitz nach Stuttgart zu verlegen.
Dort erfolgte schließlich nur ein Jahr später die Gründung der Kinostar Filmverleih GmbH, die sich mit dem Verleih des Roadmovies L’amour erstmals der deutschen Filmbranche präsentierte. Als kleiner Verleih mit nur geringen Fixkosten beschränkte man sich daraufhin in seinen ersten Jahren auf den Vertrieb von Arthouse-Filmen und kleineren Filmproduktionen für ein begrenztes Publikum.
2008 wagte man erstmals den Vorstoß in das Filmgeschäft für die breite Masse, indem man erfolgreich auf das Zuschauerpotenzial der türkischsprachigen Bevölkerungsgruppen in Deutschland setzte. Der Verleih des türkischen Films Recep Ivedik 2008 markierte für Kinostar nicht nur den Einstieg in das Geschäft des Vertriebs des türkischen Massenkinos, sondern auch den ersten Bogey Award für den Verleih. Letzteres konnte mit den Fortsetzungen Recep İvedik 2, Recep İvedik 3 und Recep İvedik 4 sowie Fetih 1453 wiederholt werden, was damit den größten bisherigen Erfolg für das Unternehmen bedeutet.
Mit der Übernahme von „Tanz im Kino“ stieg das Unternehmen 2013 auch in das Alternative-Content-Geschäft ein.
Das Unternehmen ist Mitglied der AG Verleih.

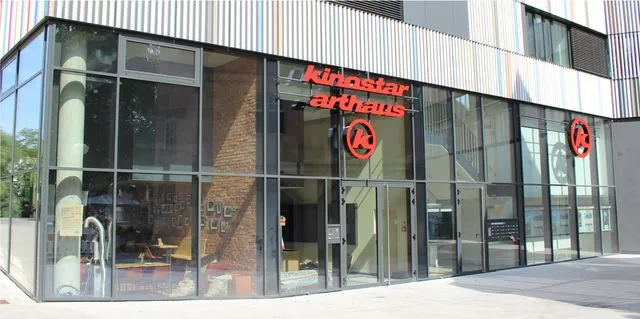
Kinostar Arthaus Heilbronn (vier Säle, eröffnet 2016)

## Kinoprogramm
Um dem Verdrängungswettbewerb und Preiskampf der Großstädte zu entgehen, betreibt die Kinostar Theater GmbH vorrangig Kinos in ländlichen Standorten wie Bretten und Mosbach. Hinzu kommen spezialisierte Kinos: Während in Heilbronn durchgängig Arthouse gespielt wird und man mit der öffentlich geförderten Reihe „Arthaus EXTRA“ quasi die Aufgaben eines Kommunalen Kinos übernommen hat, findet man in Neckarsulm türkische Filmen oder Originalfassungen.

## Verleihprogramm
Die Kinostar Filmverleih GmbH verleiht Independentfilme in ganz Europa. Besonderen Stellenwert haben dabei türkische Filme. Mittlerweile werden aber auch generell viele anderssprachige Filme von Kinostar synchronisiert und in Deutschland verliehen, besonders im Arthouse-Bereich.
Zudem unterhält Kinostar Kooperationen mit verschiedenen Firmen der Branche, für die das Unternehmen Dienstleistungen wie Verleihaufgaben und Lizenzhandel (Booking & Billing) übernimmt. Wichtigster Partner ist hierbei die Boll AG, die vom deutschen Regisseur Uwe Boll gegründet wurde und sich vorrangig auf die Verfilmung von Videospielen konzentriert. Boll und Roesch verbindet nach eigenen Angaben eine lange Freundschaft.

## Tanz im Kino
Zur Saison 2013/14 übernahm Kinostar den Vertrieb von „Tanz im Kino“, ein Alternative Content, der die Auftritte des Bolschoi-Ballett aus Moskau u. a. live auf deutsche Kinoleinwände überträgt. In Kooperation mit dem französischen Distributor Pathé Live, der den weltweiten Vertrieb innehat, und dem belgischen End-to-End-Service dcinex kümmert sich Kinostar um Marketing und Disposition der Live-Übertragungen in Deutschland.